# 特種部隊2：正面對決
《特種部隊2：正面對決》（英語：G.I. Joe: Retaliation）是一部於2013年上映的美國科幻動作電影，由朱浩偉執導，雷特·瑞斯和保羅·韋尼克編寫電影劇本。電影是改編於孩之寶的《義勇群英》玩具、漫畫和相關媒體，同時也是2009年電影《特種部隊：眼鏡蛇的崛起》的續集作品。演員保留了前集的查寧·塔圖、阿諾德·沃斯洛、雷·帕克、強納森·普萊斯和李炳憲，延續他們第一集故事中的角色。還以巨石強森、阿德琳妮·帕里奇、D·J·科特羅納和布魯斯·威利充實了影星陣容。
該片原本預定於發行在2012年6月，但被延遲，以便將電影轉換成3D，提升在國際市場的興趣。在2013年3月28日於北美上映且普遍獲得負面的評價，但票房卻很成功，在全球的票房收入超過了3.75億美元。

## 劇情
距離第一集，眼鏡蛇的核心人物指揮官、戴斯卓及男爵夫人等被擒獲之後，特種部隊上尉公爵以及他麾下的許多成員繼續了之後追捕尚逃離並失蹤的撒旦以及其他的反恐任務。而偽裝成美國總統的撒旦企圖以自己的相貌統治世界，在向真正的總統問出指揮官和戴斯卓的下落、控制住了所有国家的元首後準備展開下一步行動。在一次巴基斯坦的阻止核試驗基地任務以及巴基斯坦的總統刺殺報復行動後，特種部隊團隊突然遭到大規模攻擊而忙乱不已。這場攻擊造成了隧道鼠（Tunnel Rat）、鼠仔還有公爵的死亡。僅有路霸、弗林還有珍生還。
另一方面，在東德的一座秘密監獄中，軍方抓到了疑似刺殺巴基斯坦總統的刺客「蛇眼」，並將其和眼鏡蛇指揮官、戴斯卓關在水牢中，後來發現這個蛇眼其實是上一集被認定已死的白幽靈。同時，眼鏡蛇中的神秘人物螢火蟲於監獄外放出了無數的機械螢火蟲並將監獄炸的分崩離析，白幽靈和眼鏡蛇指揮從中逃出，並不理會戴斯卓，指揮官還說戴斯卓讓他失望並和白幽靈離去，進行更恐怖的陰謀，蛇眼及時趕到現場，把所看到的記錄下來，白幽靈被送到喜馬拉雅山上治療，而指揮官和螢火蟲回到基地，繼續完成新武器「宙斯鎢棒衛星」，決定在核武高峰會上使用。
生還下來路霸、弗林和珍回到美國，並利用路霸的關係找了間他以前曾使用過的健身房作為基地。在電視轉播上，偽裝成總統的撒旦宣布特種部隊是罪魁禍首，因此將眼鏡蛇取代特種部隊。珍懷疑現任的總統是假的，因此三人決定要前去確認清楚，在這之前路霸提議先去找特種部隊元老柯爾頓將軍，柯爾頓在聽從他們的想法後提供了武器，並幫助他們潛入總統的籌款活動。當珍取得總統的毛髮樣本後，路霸確認總統就是撒旦；這時，對方卻發現了他們的行動。路霸本打算在大門口將撒旦解決，但卻反被螢火蟲襲擊，所幸弗林和珍及時抵達才救了路霸，而螢火蟲則隨即逃跑。同一時間，眼鏡蛇的贊達、螢火蟲和指揮官掃描了真正總統的瞳孔，取得核彈發射的控制權。
此時，真正的蛇眼與白幽靈表妹金克斯到喜馬拉雅山上捕捉白幽靈，傷勢已好的白幽靈和蛇眼展開交戰，最後被蛇眼與金克斯聯合弄昏。之後，兩人帶著白幽靈和嵐影的忍者們在山壁上用吊索追逐、交手，費了一番功夫才成功擺脫敵人。回到日本，白幽靈才聯想到撒旦才是當年殺死大師的人，而不是他；原來撒旦是殺死大師後再故意徵招白幽靈加入眼鏡蛇，弄清楚真相後白幽靈決定協助特種部隊對抗眼鏡蛇。路霸、弗林、珍、和柯爾頓與蛇眼，金克斯和白幽靈會合，並決定分頭對眼鏡蛇展開反擊。
片中除了美國，世界上還有俄羅斯、中國、英國、法國、以色列、印度、北韓等七個國家擁有核武器。假扮成美國總統的撒旦邀請了這七位國家領導人在薩姆特堡參與核武高峰會，他要求各國銷毀核武器，但沒有人願意，使得他毫不猶豫發射核彈；各國領導人緊張地也發射核彈，但撒旦卻隨即取消掉核彈，著急的各國領導人也接著取消，使得除了美國外沒有國家擁有核武器。此時，撒旦介紹了「宙斯鎢棒衛星」企圖將七個國家消滅，並當場授權發射一枚鎢棒毀滅了英國倫敦，之後眼鏡蛇指揮官現身宣布眼鏡蛇將統治世界。這時，特種部隊們出擊阻止，弗林和蛇眼入侵橫掃敵人，珍和柯爾頓成功救出了真總統，贊達則被珍和柯爾頓槍殺。而站於指揮官身旁的白幽靈、金克斯則也開始殺敵，而衛星發射的盒子被螢火蟲拿走，撒旦從後門逃走，蛇眼用武士刀攔住了白幽靈，示意白幽靈拿自己的刀去追擊撒旦。以裝甲車清除完敵方後的路霸追了上去，同一時間指揮官卻搭直升機從蛇眼和弗林的手中撤退；此外撒旦則遭白幽靈一刀穿殺。在經過一場激戰後路霸成功終止了衛星，這時本以為被打倒的螢火蟲企圖使用機械螢火蟲偷襲路霸，但沒想到對方早已將遙控器拿走，路霸毫不猶豫地按下按鈕，使得螢火蟲遭自己的機械螢火蟲炸死。特種部隊勝利後白幽靈把蛇眼的刀交給了金克斯，看了看蛇眼後就離開了。
世界和平後特種部隊成了英雄，路霸等人受真正的總統在白宮表揚他們，金克斯同時也加入了部隊。在柯爾頓將軍表揚完弗林、珍和金克斯後，將軍給了路霸自己私為已用的M1911手槍，先前原本他還不想給路霸；成功為公爵報仇的路霸自豪地拿著槍向上方開了一槍，代表紀念他倒下的戰友。

## 演員

### 特種部隊
| 演員                           | 角色                                                     | 備註 |
| 布魯斯·威利 Bruce Willis       | 喬瑟夫·柯爾頓將軍 General Joseph Colton                  | 特種部隊創辦元老。1963年美国总统授予他G.I. Joe的代号并命其组建一支特殊作战部队，G.I. Joe也成为了其组建的特种部队的名字。为了让观众更深入了解特种部队及其历史，主创便在续集中引入了早已退隐的特种部队元老柯尔顿将军。         |
| 巨石強森 Dwayne Johnson        | 馬文·F·辛頓「路霸」 Marvin F. Hinton（Roadblock）        | 身为特种部队中的重砲手，路霸最大的愿望原本是成为一名高级厨师。曾经在法国顶尖的厨艺学院深造，而为了赚钱还当过保镖。后来被招募进军队，当起了炊事员，随后又被派到步兵团，最终成为了重砲手。                                     |
| 雷·帕克 Ray Park               | 蛇眼 Snake Eyes                                          | 蛇眼是特种部队中的忍者突击士兵，具有高超的武艺，并能娴熟使用各种冷兵器及现代武器，是特种部队不可或缺的一位重要角色。周身黑色的紧身着装及神秘的罗马武士风格头盔更给这位实力高强的猛将蒙上了一层神秘色彩。                     |
| 安卓恩·帕利奇 Adrianne Palicki | 珍·貝納「珍夫人」 Jaye Burnett（Lady Jaye）              | 作为特种部队的情报官，珍似乎有着过人的天赋，曾在多次渗透工作中窃得敌军有效情报，同时在作战方面也是一把能手，她擅长徒手格斗，并能熟练操作多种武器装备和作战工具。                                                             |
| 艾洛蒂·袁 Elodie Yung          | 金·嵐影（咒煞） Kim Arashikage（Jinx）                   | 白幽靈的表妹。并是特种部队的女忍者，她善于用心去观察周边万物，因此在作战中经常蒙上双眼，用最为犀利的、来自内心深处的“视觉”与敌人战斗，从而到达更高更强的武术境界。                                                           |
| 查寧·塔圖 Channing Tatum       | 康瑞德·豪瑟「公爵」 Conrad Hauser（Duke）                | 作为特种部队指挥官，公爵从小就有着很强的正义感与责任感。为了自由与和平，他在历次战斗中出生入死、赴汤蹈火，带领特种部队与妄图统治世界的恐怖组织眼镜蛇进行一次又一次的较量，深受队友的信任和爱戴，更俨然成为了美国英雄的代表。 |
| 喬瑟夫·馬札羅 Joseph Mazzello  | 鼠仔 Mouse                                               | 特種部隊成員。 |
| D·J·科特羅納 D.J. Cotrona      | 達西爾·R·菲爾伯恩「弗林」 Dashiell R. Faireborn（Flint） | 弗林为人谦逊严谨，深受队友爱戴，人气颇高；他只身潜入过眼镜蛇基地，成功营救出被俘的特种部队士兵。活跃在1985年特种部队系列动画中的他还曾一度被认为是系列主角，在原作中，弗林更是人气角色珍的男友。                             |

### 眼鏡蛇
| 演員                         | 角色                                                                     | 備註 |
| 李炳憲 Byung-hun Lee         | 湯瑪斯·嵐影「白幽靈」 Thomas "Tommy" Arashikage（Storm Shadow）          | 眼镜蛇的忍者，擅长狙击暗杀及情报工作。白幽灵祖上三十代都是刺客，有一身的家传好本领。他能飞走檐壁，来无影去无踪，能够承受各种艰难和痛楚，具有极高的耐力。长弓、武士弓、星镖以及双节棍样样精通，还是五种武术的黑带高手；令眼镜蛇组织实力大增。                                         |
| 雷·史蒂文森 Ray Stevenson    | 螢火蟲 Firefly                                                           | 隸屬眼鏡蛇的爆破专家，原作中始终以蒙面示人。萤火虫阴险狡诈，除了有着良好的武术功底，还擅长使用各种枪械，曾与多名特种队员都有过单挑经历。他身手敏捷，擅长窃取情报等渗透活动。由于萤火虫集合了士兵与忍者的双重属性，令他一度成为比白幽灵还受粉丝追捧的角色。                           |
| 路克·布萊西 Luke Bracey      | 雷克斯福特·路易斯「眼鏡蛇指揮官」 Rexford "Rex" Lewis（Cobra Commander） | 眼镜蛇指挥官是恐怖组织眼镜蛇的最高统帅，他一心想要征服地球上的一切，包括人类、财富和资源等。他凶残暴戾、冷酷无情，同时要求部下对其誓死效忠。为了达到目的，他不断在世界各地煽风点火、炮制恐怖事件，更疯狂绑架科学家、商人和军官，以掠夺科技、资源等机密资料。 指揮官配音：勞勃·貝克。 |
| 阿諾·凡斯洛 Arnold Vosloo    | 撒旦 Zartan                                                              | 身为眼镜蛇组织的伪装大师，撒旦善于模仿目标人物的一举一动、说话风格，甚至生活细节。原作中的撒旦是个唯利是图的坏蛋，由于长期模仿他人，其原始本性已被泯灭，甚至连他本人都不清楚自己的真实性格，但唯一不变的，便是那颗邪恶的内心。片中易容成美國總統，向全世界宣戰。                     |
| 強納森·普萊斯 Jonathan Pryce | 撒旦 Zartan                                                              | 易容成美國總統後的形象。 |
| 馬特·傑拉德 Matt Gerald      | 贊達 Zandar                                                              | 眼鏡蛇成員，負責拘禁真總統。 |

### 其他
| 演員                         | 角色                                    | 備註                                                                   |
| 強納森·普萊斯 Jonathan Pryce | 美國總統 President of the United States | 被撒旦囚禁。                                                           |
| 華頓·哥金斯 Walton Goggins   | 奈吉爾·詹姆士 Warden Nigel James        | 地底監獄「艾因斯加」典獄長。                                           |
| RZA                          | 盲眼大師 Blind Master                   | 蛇眼、白幽靈、金克絲的師父之一。                                       |
| 德瑞·戴維斯 DeRay Davis      | 史都普 Stoop                            | 路霸在家鄉的好友，如同家人一般，在特種部隊遭殲滅後給予路霸等三人協助。 |

## 製作

### 發展
《屍樂園》的原著者Rhett Reese和Paul Wernick，在2011年1月被聘請寫續集的腳本。原本以為電影《特種部隊：眼鏡蛇》遭遇罷工，但後來Rhett Reese予以否認。斯蒂芬·索莫斯原本打算返回續集董事，但派拉蒙電影公司宣布在2011年2月，Jon Chu將直接續集。在2011年7月，透露續集的名稱是《特種部隊：正面對決》。
《特種部隊2：正面對決》由因拍攝《舞力全開3D》、《小賈斯汀：永不說不》等歌舞片而走紅的導演朱浩偉執導，導演表示希望將本片拍成3D，但後來已經確定計畫取消，直到因上映前的試映片因評價不高而決定轉換為3D版本，並補拍查寧·塔圖戲份內容。

### 拍摄与意外
2011年8月在路易斯安那州开拍。同年11月22日，當時劇組於新奧爾良片場，影片結束拍攝後一名叫邁克·胡柏（Mike Huber)工作人員在拆卸佈景時，由於升降機意外傾倒而墜落，隨後因傷勢過重不幸遇難。

### 延期上映
2012年5月23日（美國時間）派拉蒙影業宣佈《特種部隊2：正面對決》將全面轉換為3D版本，由原先預定2012年6月29日上映延至2013年3月29日。

## 评价
影片获得了大多负面评价，根據烂番茄上收集的164篇專業評論文章，其中47篇給出了「新鮮」的正面評價，「新鲜度」為29%，平均得分4.5（最高10分）。一般认为该片动作场面过多，剧情有些荒谬和乏味，也少了第一集裡面的科技感。而在Metacritic上收集的31篇評論中有7篇給出好評，10篇差評，14篇褒貶不一，平均得分为41分（滿分100）。

## 票房
台灣方面，最終全台票房為新台幣2.18億元。
| 上一届： 《白宮淪陷》           | 2013年香港一週票房冠軍 第12-13周  | 下一届： 《攻·元2077》            |
| 上一届： 《古魯家族》           | 2013年美國週末票房冠軍 第14周     | 下一届： 《屍變》                 |
| 上一届： 《全面攻佔：倒數救援》 | 2013年台北週末票房冠軍 第14周     | 下一届： 《遺落戰境》             |
| 上一届： 《北京遇上西雅图》     | 2013年中国内地一周票房冠军 第16周 | 下一届： 《致我们终将逝去的青春》 |
| 上一届： 《遺落戰境》           | 2013年日本週末票房冠軍 第23周     | 下一届： 《了不起的盖茨比》       |

## 續集取消及重啟
派拉蒙在本集上映之後，說出了未來將會出第三集，而且會有一集還是變形金剛一同和特種部隊共同奮戰的一集。
這或許會讓多數人感到訝異，因為兩作都是孩之寶旗下的作品。其實在1986年變形金剛G1的卡通中，眼鏡蛇指揮官曾在第三季中的【博派變成人類 Only Human】一集中出現，他幫助一位高科技財主德拉夫（Mr.Draff）要阻止博派妨礙他的所有行動，於是眼鏡蛇指揮給他一種能讓非有機生物變成有機的機器。並將博派首領羅迪至尊（Rodimus Prime）還有馬格斯（Ultra Magnus）、雅希（Arcee）、散發者（Springer）都變成人類。後來計畫被識破，博派全恢復原樣。德拉夫和麾下的人全被逮捕，但是，眼鏡蛇指揮官卻在最後洋洋得意的走在街道上，並說比起德拉夫，“眼鏡蛇”才是真正的恐怖份子。
據透露，在第三部電影將於2016年釋出。2014年6月23日官方表示，他們正在討論於2015年初開始拍攝。2014年7月1日，據報導強納森·萊姆金將會撰寫續集劇本，且會將重點放在路霸上。2015年4月2日，官方已聘請艾倫·伯格編劇和D.J.卡羅素執導。2015年11月23日，阿奇瓦·高斯曼將擔任編劇。2016年9月，李炳憲透露，片商正等著演員們有空檔能回歸，尤其是狄維·莊遜。
2017年1月18日，卡羅素透露，《特種部隊》與《變形金剛》的跨界合作電影仍有望發生，官方正在研究其跨界的劇本。2017年9月宣布，第三部電影已被取消，而該系列將會重啟。2017年12月18日，據《好萊塢報導》，派拉蒙宣布該片將於2020年3月27日上映，后来受COVID-19疫情影响，推迟到2021年7月22日上映。

## 外部連結
- 互联网电影数据库（IMDb）上《特種部隊2：正面對決》的资料（英文）
- 爛番茄上《特種部隊2：正面對決》的資料（英文）
- AllMovie上《特種部隊2：正面對決》的资料（英文）
- Box Office Mojo上《特種部隊2：正面對決》的資料（英文）
- Metacritic上《特種部隊2：正面對決》的資料（英文）
- 開眼電影網上《特種部隊2：正面對決》的資料（繁體中文）
- 豆瓣电影上《特種部隊2：正面對決》的資料 （简体中文）
- 时光网上《特種部隊2：正面對決》的資料（简体中文）